# 科洛姆耶
50°20′8″N 26°45′7″E / 50.33556°N 26.75194°E
科洛姆耶（羅馬化：Kolomie）是烏克蘭西部的村莊，隸屬赫梅利尼茨基州的舍佩蒂夫卡區。該村面積2.1平方公里，海拔高度205米，2001年人口551，人口密度每平方公里268.8人。